# Nörning (Gemeinde Ebersdorf)
Nörning ist eine Ortschaft und eine Katastralgemeinde der Gemeinde Ebersdorf im Bezirk Hartberg-Fürstenfeld in der Steiermark.
Die Streusiedlung befindet sich westlich von Ebersdorf und besteht weiters aus den Rotten Auffenberg, Harras und Schmiedbach.

## Siedlungsentwicklung
Zum Jahreswechsel 1979/1980 befanden sich in der Katastralgemeinde Nörning insgesamt 111 Bauflächen mit 33.701 m² und 68 Gärten auf 195.306 m², 1989/1990 gab es 95 Bauflächen. 1999/2000 war die Zahl der Bauflächen auf 154 angewachsen und 2009/2010 bestanden 130 Gebäude auf 206 Bauflächen.

## Bodennutzung
Die Katastralgemeinde ist landwirtschaftlich geprägt. 374 Hektar wurden zum Jahreswechsel 1979/1980 landwirtschaftlich genutzt und 215 Hektar waren forstwirtschaftlich geführte Waldflächen. 1999/2000 wurde auf 385 Hektar Landwirtschaft betrieben und 214 Hektar waren als forstwirtschaftlich genutzte Flächen ausgewiesen. Ende 2018 waren 362 Hektar als landwirtschaftliche Flächen genutzt und Forstwirtschaft wurde auf 213 Hektar betrieben. Die durchschnittliche Bodenklimazahl von Nörning beträgt 39,3 (Stand 2010).